# Border - Creature di confine
Border - Creature di confine (Gräns) è un film del 2018 diretto e co-sceneggiato da Ali Abbasi, tratto dal racconto Confine di John Ajvide Lindqvist, originariamente pubblicato nel 2005 all'interno della raccolta Muri di carta.
Il film è stato selezionato per rappresentare la Svezia ai premi Oscar 2019 nella categoria per il miglior film in lingua straniera, senza però riuscire a entrare nella cinquina di film candidati.

## Trama
Tina lavora per il servizio doganale svedese e usa il suo acuto senso dell'olfatto per rilevare il contrabbando, così come le emozioni umane come il senso di colpa e la vergogna. Ha un aspetto fortemente neanderthaliano e vive in una casa isolata nel bosco con Roland, un addestratore di cani. Un giorno al confine, Tina fiuta una scheda di memoria contenente pornografia infantile e il suo superiore le chiede di aiutarla nelle successive indagini.
Il giorno dopo, uno strano uomo con tratti del viso simili a quelli di Tina appare alla dogana. Si scopre che la sua borsa contiene Vermi e un dispositivo che l'uomo sostiene sia un'incubatrice di vermi. Tina lo lascia passare, ma lui torna presto e si offre volontario per essere perquisito. Tina è colta alla sprovvista quando scopre che l'uomo ha genitali femminili e una grande cicatrice sul coccige. L'uomo si presenta come Vore e afferma che alloggerà in un ostello vicino.
Tina va in una casa di cura per vedere suo padre, che non le assomiglia. Quando le viene chiesto l'origine della sua cicatrice, il padre di Tina le dice che è caduta su qualcosa da bambina. Poi visita l'ostello dove trova Vore che mangia vermi da un albero. Lui gliene dà uno, che lei mangia. Tina gli offre una stanza nella sua guest house e lui accetta. Tina lo porta a casa. Cerca di baciarla. I sospetti di Roland si risvegliano.
Tina accompagna la polizia quando perquisiscono l'appartamento in cui vivono i sospetti pedofili e rileva una telecamera con il filmato di un bambino abusato sessualmente. La polizia arresta gli occupanti ma non riesce a identificare chi sta trafficando i bambini.
Durante un temporale, Vore entra in casa di Tina, e i due si stringono sotto un tavolo, terrorizzati dai fulmini. Finalmente si baciano. Tina in seguito confessa di avere una deformità cromosomica che le rende difficile avere rapporti sessuali e impossibile avere figli. Vore le dice che non è una deformità e che dovrebbe ignorare ciò che gli umani dicono di lei. Tina è stupita quando un pene eretto emerge dal suo inguine. I due fanno l'amore, dopodiché Vore dice a Tina che lei è un troll, proprio come lui, e che spera di entrare in contatto con un gruppo di troll che mantengono un'esistenza furtiva in Finlandia.
Tina è eccitata dalla sua nuova identità e inizia a vivere più come un troll, trovando finalmente il coraggio di sfrattare Roland. Si accorge che Vore ha chiuso il suo frigorifero con del nastro adesivo. Dopo averlo aperto, trova uno strano bambino in una scatola di cartone. Vore dice a Tina che il bambino è un hiisi, un embrione di troll non fecondato che presto morirà. Vore progetta di usare l'hiisi come changeling ed è in attesa di sostituire segretamente un vero neonato umano con l'embrione di troll morente.
Mentre uno dei pedofili arrestati viene trasferito, Vore ferma il furgone e lo uccide. Dice a Tina che era per impedirgli di dire alla polizia che era lui, Vore, che stava trafficando neonati umani. Confessa anche che il traffico di bambini fa parte di un complotto dei troll per vendicarsi degli umani per tutti i troll che gli umani hanno torturato negli anni '70. Questo disturba Tina, che crede che il passato maltrattamento umano dei troll non giustifichi tali atti vendicativi.
Il giorno dopo, i vicini di Tina chiamano un'ambulanza perché il loro bambino è malato. A loro insaputa, non è il loro bambino, ma un changeling. Rendendosi conto che Vore ha portato a termine il suo inganno pianificato, Tina si reca alla guest house. Vore e i suoi effetti personali sono spariti, ma ha lasciato un biglietto che dice a Tina di incontrarlo sul traghetto. Lo trova sul ponte. Spiega che la sua compassione verso gli umani non significa che lei stessa lo sia e che anche i troll sono capaci di compassione. Fa cenno alla polizia, che si avvicina e ammanetta Vore, ma lui riesce a fuggire saltando in mare. Il suo corpo non viene trovato.
Il padre di Tina finalmente le dice la verità su chi è: che lavorava come custode in un ospedale psichiatrico dove i troll venivano torturati e sottoposti a esperimenti; che è stato da lì che ha adottato Tina, il cui nome originale da troll era Reva, per crescere come umana; e che i suoi veri genitori troll sono morti e che lui sa dove sono sepolti. Più tardi, Tina guida fino al vecchio ospedale e trova le tombe dei suoi genitori.
Qualche mese dopo, Tina trova un pacco sulla veranda. All'interno ci sono un cucciolo di troll e una cartolina dalla Finlandia.

## Distribuzione
Il film è stato presentato in anteprima il 10 maggio 2018 al 71º Festival di Cannes, nella sezione Un Certain Regard.
È stato distribuito nelle sale cinematografiche svedesi a partire dal 31 agosto 2018 e in quelle danesi dal 27 settembre dello stesso anno. In Italia il film è stato distribuito da PFA Films, Valmyn e Wanted Cinema a partire dal 28 marzo 2019.

## Accoglienza

### Pubblico
Il film ha incassato 2,2 milioni di dollari al botteghino.

### Critica
Sull'aggregatore Rotten Tomatoes il film riceve il 97% delle recensioni professionali positive con un voto medio di 7,91 su 10 basato su 127 critiche, mentre su Metacritic ottiene un punteggio di 75 su 100 basato su 25 critiche.

## Riconoscimenti
- 2019 - Premio Oscar[9]
  - Candidatura per il miglior trucco a Göran Lundström e Pamela Goldammer
- 2018 - European Film Awards[10]
  - Migliori effetti visivi a Peter Hjorth
  - Candidatura per il miglior film ad Ali Abbasi, Nina Bisgaard, Piodor Gustafsson e Petra Jönsson
  - Candidatura per il miglior regista a Ali Abbasi
  - Candidatura per la miglior attrice a Eva Melander
  - Candidatura per la miglior sceneggiatura a Ali Abbasi, Isabella Eklöf e John Ajvide Lindqvist
- 2018 - Festival di Cannes[11]
  - Premio Un Certain Regard
- 2018 - Noir in Festival[12]
  - Premio Leone Nero per il miglior film
- 2018 - Guldbagge[13][14]
  - Miglior film
  - Miglior attrice a Eva Melander
  - Miglior attore non protagonista a Eero Milonoff
  - Miglior trucco a Göran Lundström, Pamela Goldammer e Erica Spetzig
  - Migliori effetti visivi a Peter Hjorth
  - Miglior sonoro a Christian Holm
  - Candidatura per il miglior regista a Ali Abbasi
  - Candidatura per la miglior sceneggiatura a Ali Abbasi, Isabella Eklöf e John Ajvide Lindqvist
  - Candidatura per il miglior montaggio a Olivia Neergaard-Holm e Anders Skov
- 2019 - Premio Bodil[15]
  - Candidatura per il miglior film non in lingua inglese
- 2019 - Saturn Award[16]
  - Candidatura per il miglior film internazionale
- 2020 - Premio Goya
  - Candidatura per il miglior film europeo